# Saint-Victor-de-Malcap
Saint-Victor-de-Malcap è un comune francese di 697 abitanti situato nel dipartimento del Gard, nella regione dell'Occitania.

## Società

### Evoluzione demografica
Abitanti censiti